# Fortine, Montana
Fortine, Montana (енгл. Fortine) насељено је место без административног статуса у америчкој савезној држави Монтана.

## Демографија
По попису из 2010. године број становника је 325, што је 156 (92,3%) становника више него 2000. године.
| Група             | 2000.       | 2010.       |
| Белци             | 162 (95,9%) | 311 (95,7%) |
| Афроамериканци    | 1 (0,6%)    | 0 (0,0%)    |
| Азијати           | 0 (0,0%)    | 0 (0,0%)    |
| Хиспаноамериканци | 1 (0,6%)    | 2 (0,6%)    |
| Укупно            | 169         | 325         |